# 咏乐汇
《咏乐汇》是中央电视台推出的一档闲谈秀节目，于2008年11月1日正式开播，接替《幸运52》。由著名主持人李咏邀请嘉宾吃饭聊天，侃谈人生旅程中的转折经历、折射人生智慧的访谈秀。被邀嘉宾多为社会各界的知名人士。本节目于2010年9月2日播完第九十五期后正式停播，被《百团大战》（后改为《欢乐英雄》，现为《回声嘹亮》）接替。

## 节目简介
在《咏乐汇》中，栏目组将会向嘉宾提供晚宴。然后主持人和嘉宾在一种幽默而又轻松的方式中进行交流，主要谈论嘉宾在真实生活中的经历，挖掘闪光点，传达积极进取的价值观。
主持人李咏认为《咏乐汇》不是单一的综艺节目，包含有娱乐表演、访谈、励志说教等多种形式，是一个“跨界”节目。嘉宾也不局限于一个圈子内。

## 节目人员
- 主持人：李咏  陪客人吃饭
- 小 二：吕俊哲 上菜，与嘉宾有一些幽默互动，进行搞笑表演
- 大 勺：秦越  上菜，和小二一样
- 翔 子：表演嘉宾经历

## 节目发展
《咏乐汇》接替了李咏的著名节目《幸运52》，于2008年11月1日在CCTV2于每周六晚19：45播出(有时候时间有变)。后于第四十二期转到CCTV3播出。

## 节目口号
每个人都是自己的英雄，
每个人都有自己的传奇。
在一场汇聚天下英豪的盛宴里，
浓缩人生百味，笑谈人生智慧。

人生百味，尽在《咏乐汇》！

## 节目嘉宾
- 第一期：俞敏洪 2008年11月1日
- 第二期：潘石屹
- 第三期：海岩
- 第四期：成龙  2008年11月22日
- 第五期：张朝阳
- 第六期：刘晓庆
- 第七期：王中军
- 第八期：郑渊洁
- 第九期：张纪中

- 第十期：李亚鹏 2009年1月5日
- 第十一期：余秋雨
- 第十二期：杨坤
- 第十三期：理查德·克莱德曼
- 第十四期：姜昆
- 第十五期：濮存昕
- 第十六期：李小双
- 第十七期：赵雅芝 2009年2月28日
- 第十八期：唐骏
- 第十九期：汪明荃
- 第二十期：李永波
- 第二十一期:徐静蕾
- 第二十二期:郎朗
- 第二十三期：李开复
- 第二十四期：费翔
- 第二十五期：刘国梁
- 第二十六期：张梓琳 2009年4月30日20：25分首播
- 第二十七期：任贤齐 2009年5月1日20：25分首播
- 第二十八期：谭晶 2009年5月2日20：25分首播
- 第二十九期：齐秦 2009年5月3日20：45分首播
- 第三十期：马未都
- 第三十一期：李阳
- 第三十二期：梁静茹
- 第三十三期：邓亚萍
- 第三十四期：王刚
- 第三十五期：林俊杰
- 第三十六期：徐帆
- 第三十七期：李彦宏
- 第三十八期：容祖儿
- 第三十九期：托帕斯
- 第四十期：瑞克·马瑞尔
- 第四十一期：王宝强、張國強
- 第四十二期：高圆圆 2009年8月2日周日21：16播出 换至CCTV3播出
- 第四十三期：羽泉
- 第四十四期：蒋勤勤
- 第四十五期：五月天
- 第四十六期：殷桃
- 第四十七期：孙楠
- 第四十八期：陈建斌
- 第四十九期：汤灿
- 第五十期： 陈小艺
- 第五十一期：任达华
- 第五十二期：林丹
- 第五十三期：陆毅
- 第五十四期：麦田剧组（何平、范冰冰、王姬)
- 第五十五期：吕燕
- 第五十六期：夏雨
- 第五十七期：屠洪刚
- 第五十八期：袁立
- 第五十九期：赵薇
- 第六十期：尤勇
- 第六十一期：杨澜
- 第六十二期：宋佳
- 第六十三期：陶喆 2009年12月24日
- 爱心特别节目：《咏乐大典》2009年12月31日

- 第六十四期：牛莉 1月6日
- 第六十五期：杨丽萍
- 第六十六期：苗圃
- 第六十七期：孙悦
- 第六十八期：吴刚
- 第六十九期：萨日娜
- 第七十期：陈好
- 第七十一期：李健
- 第七十二期：张家辉
- 第七十三期：罗海琼
- 第七十四期：杨立新
- 第七十五期：阿朵
- 第七十六期：孙俪
- 第七十七期：刘蓓
- 第七十八期：陈奕迅
- 第七十九期：汪峰
- 第八十期：冯远征 5月13日
- 第八十一期：马伊琍5月20日
- 第八十二期：阿杜  5月27日
- 第八十三期：李玉刚 6月3日
- 第八十四期：郭敬明  6月10日
- 第八十五期：王濛 6月17日
- 第八十六期：张天爱 6月24日
- 第八十七期：陶虹 7月1日
- 第八十八期：林心如 7月8日
- 第八十九期：韩庚 7月15日
- 第九十期：王珞丹 7月22日
- 第九十一期：申雪、赵宏博 8月30日 12:30
- 第九十二期：张静初 8月30日 20:00
- 第九十三期：李艾 8月31日 20:00
- 第九十四期：何润东 9月1日 20:00
- 第九十五期：裴蓓 9月2日 20:00

## 停播
2010年8月30日到9月2日，CCTV3连续推出了五期《咏乐汇》，但这也成为本节目的绝唱。在播完第九十五期节目后，《咏乐汇》正式停播，综艺竞技节目《百团大战》将接替。